# Jeska Verstegen
Jeska Verstegen (Delft, 23 maart 1972) is illustrator en auteur.

## Loopbaan
Jeska Verstegen begon met tekenen in 1990. Ze tekende in het begin van haar carrière voornamelijk voor tijdschriften, waaronder Libelle en Bobo. De stijl die zij ontwikkelde was sprookjesachtig. In 1992 begon zij met het tekenen en schrijven van kinderboeken. Intussen heeft zij diverse boeken voor veel verschillende leeftijden op haar naam staan.
Ook heeft ze van 1995 t/m 1999 voor de NPS tekeningen gemaakt voor de inleiding en de klok bij de intocht van Sinterklaas.
Het prentenboek Beer is nooit alleen (geschreven door Marc Veerkamp, Leopold, 2022) dat Jeska Verstegen illustreerde werd vertaald in vijf talen, waaronder het Engels (Bear Is Never Alone, Eerdmans, 2023, USA) 
Jeska Verstegen ontving in november 2023 een award voor Bear Is Never Alone van The New York Times & The New York Public Library als een van de tien best geïllustreerde kinderboeken van het jaar gepubliceerd in de USA.

## Bestseller 60
| Boeken met noteringen in de Nederlandse Bestseller 60 | Jaar van verschijnen | Datum van binnenkomst | Hoogste positie | Aantal weken | Opmerkingen                     |
| ----------------------------------------------------- | -------------------- | --------------------- | --------------- | ------------ | ------------------------------- |
| Het touw en de waarheid                               | 2023                 | 09-10-2024            | 41              | 1            | in samenwerking met Marco Kunst |